# Eutoea heteromorpha
Eutoea heteromorpha är en fjärilsart som beskrevs av W. Warren 1907. Eutoea heteromorpha ingår i släktet Eutoea och familjen mätare. Inga underarter finns listade i Catalogue of Life.